# Mouvement populaire des familles
Pour l'organisation française, voir Mouvement populaire des familles (France).
 (février 2022).
Si vous disposez d'ouvrages ou d'articles de référence ou si vous connaissez des sites web de qualité traitant du thème abordé ici, merci de compléter l'article en donnant les références utiles à sa vérifiabilité et en les liant à la section « Notes et références ».
Le Mouvement populaire des familles (MPF) est une organisation sociale suisse romande fondée en 1942.

## Histoire
En 1942, de jeunes catholiques créent un mouvement laïc qui a pour but d'améliorer la condition des ouvriers. En particulier, le groupe se compose alors d'un service d'achat de charbon et de pommes de terre ainsi que d'un service d'épargne pour se préparer aux grosses factures de l'automne et d'aide aux jeunes mères.
En 1945, dans le cadre du service d'aides familiales, le MPF achète des machines à laver qu'il transporte de quartier en quartier. En 1958, le groupe « lutte contre la vie chère », et organise d'une grève de la viande et la création d'une boucherie de l'avenir qui achète directement au producteur.
En 1964, le groupe participe au lancement de l'initiative populaire fédérale « pour le droit au logement et le développement de la protection de la famille », « pour le droit au logement et le développement de la protection de la famille », qui sera refusée le 27 septembre 1970. En 2001, il fait partie du lancement de l'initiative populaire « Pour une caisse maladie unique et sociale », déposée en 2004 et refusée le 11 mars 2007.

## Journal
- le Monde du travail, 8 pages, paraît 11 fois par an. Rédacteur responsable : Bernard Walter.

## Sa philosophie
Le Mouvement Populaire des familles veut prendre en compte et analyser tous les aspects individuels et collectifs de la vie des gens. Leur permettre de comprendre la réalité économique et sociale. Il veut chercher et proposer des solutions afin d'améliorer leurs conditions et leur emprise sur les événements. Il ne se veut donc pas un mouvement d'aide financière ou d'assistance.

## Son activité
Actuellement le Mouvement populaire des familles est actif et organisé sur les domaines suivants :
- La santé
- Les assurances sociales
- Le rôle économique, social, culturel des familles
- L'éducation
- L'école
- La fiscalité
- La situation des retraités